# Gabinet de govern d'Àustria 1994-1996
El quart govern de Franz Vranitzky va començar el 29 de novembre de 1994, i va acabar el 12 de març de 1996. Fou un govern de coalició del Partit Socialdemòcrata d'Àustria (SPÖ) i del Partit Popular d'Àustria (ÖVP).
| XIX Legislatura (29-11-1994/12-03-1996) |
| Canceller: Franz Vranitzky (SPÖ)        |

| 29 de novembre de 1994                        | 6 d'abril de 1995                         | 4 de maig de 1995                                             | 3 de gener de 1996                                            | 3 de gener de 1996                        |
| Vicecanceller, Educació i Assumptes Culturals | Erhard Busek (ÖVP) fins al 04.05.95       | Erhard Busek (ÖVP) fins al 04.05.95                           |                                                               |                                           |
| Vicecanceller i Afers Exteriors               |                                           |                                                               | Wolfgang Schüssel (ÖVP) des del 04.05.95                      | Wolfgang Schüssel (ÖVP) des del 04.05.95  |
| Afers Exteriors                               | Alois Mock (ÖVP) fins al 04.05.95         | Alois Mock (ÖVP) fins al 04.05.95                             |                                                               |                                           |
| Treball i Afers Socials                       | Josef Hesoun (SPÖ) fins al 06.04.95       | Franz Hums (SPÖ) des del 06.04.95                             | Franz Hums (SPÖ) des del 06.04.95                             | Franz Hums (SPÖ) des del 06.04.95         |
| Finances                                      | Ferdinand Lacina (SPÖ) fins al 06.04.95   | Andreas Staribacher (SPÖ) des del 06.04.95 i fins al 03.01.96 | Andreas Staribacher (SPÖ) des del 06.04.95 i fins al 03.01.96 | Viktor Klima (SPÖ) des del 03.01.96       |
| Afers de la Dona                              | Johanna Dohnal (SPÖ) fins al 06.04.95     | Helga Konrad (SPÖ) des del 06.04.95                           | Helga Konrad (SPÖ) des del 06.04.95                           | Helga Konrad (SPÖ) des del 06.04.95       |
| Salut, Esport i Consum                        | Christa Krammer (SPÖ)                     | Christa Krammer (SPÖ)                                         | Christa Krammer (SPÖ)                                         | Christa Krammer (SPÖ)                     |
| Interior                                      | Franz Löschnak (SPÖ) fins al 06.04.95     | Caspar Einem (SPÖ) des del 06.04.95                           | Caspar Einem (SPÖ) des del 06.04.95                           | Caspar Einem (SPÖ) des del 06.04.95       |
| Joventut i Família                            | Sonja Stiegelbauer (ÖVP)                  | Sonja Stiegelbauer (ÖVP)                                      | Sonja Stiegelbauer (ÖVP)                                      | Sonja Stiegelbauer (ÖVP)                  |
| Justícia                                      | Nikolaus Michalek (Cap, Ind.)             | Nikolaus Michalek (Cap, Ind.)                                 | Nikolaus Michalek (Cap, Ind.)                                 | Nikolaus Michalek (Cap, Ind.)             |
| Agricultura i Silvicultura                    | Wilhelm Molterer (ÖVP)                    | Wilhelm Molterer (ÖVP)                                        | Wilhelm Molterer (ÖVP)                                        | Wilhelm Molterer (ÖVP)                    |
| Economia Pública i Transports                 | Viktor Klima (SPÖ)                        | Viktor Klima (SPÖ)                                            | Viktor Klima (SPÖ)                                            | Viktor Klima (SPÖ)                        |
| Defensa                                       | Werner Fasslabend (ÖVP)                   | Werner Fasslabend (ÖVP)                                       | Werner Fasslabend (ÖVP)                                       | Werner Fasslabend (ÖVP)                   |
| Entorn                                        | Maria Rauch-Kallat (ÖVP) fins al 04.05.95 | Maria Rauch-Kallat (ÖVP) fins al 04.05.95                     | Martin Bartenstein (ÖVP) des del 04.05.95                     | Martin Bartenstein (ÖVP) des del 04.05.95 |
| Educació i Assumptes Culturals                |                                           |                                                               | Elisabeth Gehrer (ÖVP) des del 04.05.95                       | Elisabeth Gehrer (ÖVP) des del 04.05.95   |
| Afers Econòmics                               | Wolfgang Schüssel (ÖVP) fins al 04.05.95  | Wolfgang Schüssel (ÖVP) fins al 04.05.95                      | Johannes Ditz (ÖVP) des del 04.05.95                          | Johannes Ditz (ÖVP) des del 04.05.95      |
| Ciència, Investigació i Art                   | Rudolf Scholten (SPÖ)                     | Rudolf Scholten (SPÖ)                                         | Rudolf Scholten (SPÖ)                                         | Rudolf Scholten (SPÖ)                     |

| Secretaris d'Estat            | Titulars                                  | Titulars                                                  | Titulars                                                  | Titulars                                      |                      |
| ----------------------------- | ----------------------------------------- | --------------------------------------------------------- | --------------------------------------------------------- | --------------------------------------------- | -------------------- |
| Secretaris d'Estat            | 29 de novembre de 1994                    | 6 d'abril de 1995                                         | 4 de maig de 1995                                         | 27 d'octubre de 1995                          | 27 d'octubre de 1995 |
| Cancelleria                   | Caspar Einem (SPÖ) fins al 06.04.95       | Brigitte Ederer (SPÖ) des del 06.04.95 i fins al 27.10.95 | Brigitte Ederer (SPÖ) des del 06.04.95 i fins al 27.10.95 | Karl Schlögl (SPÖ) des del 27.10.95           |                      |
| Afers Exteriors               |                                           |                                                           | Benita Ferrero-Waldner (ÖVP) des del 04.05.95             | Benita Ferrero-Waldner (ÖVP) des del 04.05.95 |                      |
| Finances                      | Johannes Ditz (ÖVP) fins al 04.05.95      | Johannes Ditz (ÖVP) fins al 04.05.95                      |                                                           |                                               |                      |
| Economia Pública i Transports | Martin Bartenstein (ÖVP) fins al 04.05.95 | Martin Bartenstein (ÖVP) fins al 04.05.95                 |                                                           |                                               |                      |